# Bismark Adjei-Boateng
Bismark Adjei-Boateng (Acra, Ghana, 10 de mayo de 1994) es un futbolista ghanés. Juega de centrocampista y su equipo es el Jeonbuk Hyundai Motors F. C. de la K League 1.

## Clubes
| Club                         | País           | Año       |
| ---------------------------- | -------------- | --------- |
| Strømsgodset IF (cedido)     | Noruega        | 2012-2016 |
| Colorado Rapids              | Estados Unidos | 2017-2019 |
| KuPS                         | Finlandia      | 2020-2021 |
| CFR Cluj                     | Rumania        | 2021-2023 |
| Jeonbuk Hyundai Motors F. C. | Corea del Sur  | 2023-     |

## Palmarés

### Títulos nacionales
| Título      | Club            | País    | Año  |
| ----------- | --------------- | ------- | ---- |
| Tippeligaen | Strømsgodset IF | Noruega | 2013 |
| Liga I      | CFR Cluj        | Rumania | 2022 |